# 莱德维尔 (科罗拉多州)
莱德维尔（英語：Leadville），是美国科罗拉多州莱克县下属的一座城市。建市于1878年2月18日，面积大约为1.103平方英里（2.858平方公里）。根据2010年美国人口普查，该市有人口2,602人。2011年估计该市有人口2,643人，相比2010年人口增长率为1.58%。同时，论人口该市是科罗拉多州第97大城市。